# Istanbul Tower 205
La Istanbul Tower 205 es un rascacielos de oficinas situado en el distrito central de negocios de Levent, en Estambul (Turquía).
Es el sexto rascacielos más alto de Estambul y Turquía, y el 37º edificio más alto de Europa cuando esté terminado en 2019. La Torre 205 se eleva 52 plantas por encima del nivel del suelo, y tiene una altura sobre el tejado de 220 metros. Diseñado por Skidmore, Owings & Merrill.
En 2023, la Torre 205 de Estambul será el sexto rascacielos más alto de Estambul y Turquía, por detrás de las torres gemelas de 284 metros de altura de Skyland İstanbul, situadas junto al estadio Türk Telekom, en el barrio de Seyrantepe del distrito de Sarıyer, en la parte europea, y de la Torre Metropol Istanbul, de 280 metros de altura, en el distrito de Ataşehir, en la parte asiática de la ciudad

## Historia y Arquitectura
Con 220 metros de altura, la Torre 205 de Estambul es el edificio de oficinas más alto de Turquía. La estructura, de 246.000 metros cuadrados, consta de una torre de oficinas de 52 plantas sobre un podio y 9 plantas de aparcamiento subterráneo en un terreno de 21.000 metros cuadrados. La torre está situada en la avenida Büyükdere, uno de los barrios financieros más céntricos de Estambul. El proyecto cumple la norma de calidad LEED Platino y se construyó de forma totalmente respetuosa con el medio ambiente.

## Construcción del Proyecto
La torre se propuso por primera vez en 2012 con un diseño diferente. El diseño se revisó y racionalizó en 2014. Originalmente se conocía como Torre Faco, pero más tarde adoptó el nombre de Torre 205 de Estambul. La construcción del proyecto comenzó en 2016 y finalizó en 2019.
- Datos: Q30738712
- Multimedia: İstanbul Tower 205 / Q30738712